# علی‌شیر شکوروف
علی‌شیر شکوروف (تاجیکی: Шукуров Алишер؛ زادهٔ ۳۰ مارس ۲۰۰۲) بازیکن فوتبال است.
وی همچنین در تیم ملی فوتبال تاجیکستان بازی کرده‌است.